# 竹の浦館
竹の浦館（たけのうらかん）とは石川県加賀市大聖寺瀬越町にある廃校利用施設である。本項では、建物の前用途である加賀市立瀬越小学校とその前身校についても記す。

## 概要
1930年（昭和5年）に建てられた木造2階建ての旧瀬越小学校の建物を活用し、2003年（平成15年）に地域の交流施設としてオープンした。
瀬越小学校校歌に「かりがね遊ぶ竹の浦」とあったことからこの名前がつけられた。瀬越の地域は、藩政期から明治期にかけて北前船主らの居住地として栄え、二大北前船主の大家七平と広海二三郎を輩出した。瀬越小学校の建設に際しても瀬越村民のほか、この2人による寄付金により建設された。2003年からはNPO法人「竹の浦夢創塾」が管理運営し、北前船の乗船員が作った料理を出す食堂や、伝承料理、木工芸などの体験教室などを備えた交流施設として運営されていた。その後は指定管理者で加賀市総合サービスが管理している。

## 建物
1930年（昭和5年）に瀬越小学校として、大家七平と広海二三郎両家の寄贈で建設された。木造2階建て、瓦ぶきの屋根を持つ。1948年（昭和23年）の福井地震でも無事であった。
瀬越小学校が廃校となり、「瀬越青年の家」として、1967年（昭和42年）から1999年（平成11年）まで活用された。
老朽化により、一時は解体が決まったが、地元の強い要望により農林水産省のやすらぎ交流空間整備事業として約1億5千万円で全面改修された。改修にあたっては小竹建築事務所が工事を請け負った。その後、2003年（平成15年）、市地域交流施設「竹の浦館」としてオープンした。
内装はかつての校舎で使っていた木材を可能な限り利用している。元の講堂は多目的ホール、職員室は調理室、校長室は事務室として改装された。中庭にはウッドデッキを設けて開放的な空間に生まれ変わらせた。その他、食談室とシャワールームが4室備わっている。2階には、研修室2室、木工道具を備えた工芸体験室も整えた。2階の廊下の長さは約41メートルある。延べ床面積は、約1060平方メートルである。

## 沿革
- 1873年（明治6年）10月：徳音寺の一部を借り受けて学校を起す。初めての普通教育を開始。通学区域は、瀬越、上木、永井、吉崎の4つ[13]。
- 1877年（明治10年）5月10日：学校を竹浦小学校と命名[13]。
- 1878年（明治11年）10月：瀬越村の東端に校舎を新築[13]。
- 1930年（昭和5年）：大家、広海の2軒の大船主が瀬越小学校を開校[1][2][3]。
- 1967年（昭和42年）：小学校が廃校[1][2][3]。
- 1968年（昭和43年）：「瀬越青年の家」とキャンプ場がオープン[2][4]。
- 1999年（平成11年）：旧青年の家とキャンプ場も同時に閉鎖[2][4]。
- 2003年（平成15年）7月20日：農水省の安らぎ交流空間整備事業として改修し、「竹の浦館」が再オープン[1][2][3][4]。

## 取り組み
発酵食品作り教室
2003年頃からサバのこんかづけ作りの教室を開催していた。こんかづけとは糠漬けのことであり、福井県などではへしことも呼ばれている。サバの内臓を取り出し、塩をまぶしながら漬物樽で数日漬け込む。その後サバを樽から取り出し米糠と麹で再び漬け、少なくとも1年間は本漬けをする。講師には美川町（現・白山市美川）の水産加工業者「あら与」の社長が招かれた。「あら与」の社長によると「ぬかづけは梅雨を2回越すと発酵が進んで美味しくなる」という。
食文化の継承
この地域の食文化を継承するために、北前船主たちが仕込んだ方法で作った味噌や漬物を提供していた。 また、これらの食材を使った「自家製へしこの陶板焼き御飯」も提供していた。この地域の伝統的製法で炊き上げられたご飯は「こっさめし」と呼ぶ。「こっさ」とは松の枯葉のことであり、昭和初期には家庭における子供たちの仕事として熊手で松葉をかき集めて炊事に利用していた。松の葉には多量の油分が含まれており、これをかまどに焚べることで強い火力を生み、一気に米を炊くことができる。この方法で炊かれたご飯は特有のもちもちとした食感を持つ。
キャンプ場
2003年（平成15年）にかつて営業していたキャンプ場の運営が再開された。再開前のキャンプ場は1968年（昭和43年）から1999年（平成11年）まで運営していた。
その他のイベント利用
アイガモ肉の薫製作り、左官の壁塗り、プラレールを使った子供向けのイベント、たけのうら学園祭などが過去に開催された。

## 利用案内
- 営業時間：9時-17時[8]
- 休館日：毎週水曜日[8]
- アクセス：北陸自動車道加賀ICより自動車約5分
- 駐車場：売店入口前7台、キャンプ場側50台程度[8]